# Улица Чкалова (Пенза)
Улица Чкалова (бывшая Поперечно-Покровская) — улица в Пензе, расположенная в историческом центре города. Проходит от реки Суры до улицы Маршала Крылова.

## История
Эта улица является одной из старейших в Пензе, возникла она под названием «Поперечно-покровская улица» и вела к храму во имя Покрова Пресвятой Богородицы, который был когда-то центром Стародрагунской слободы.  Деревянную Покровскую церковь возвели в конце XVII века почти одновременно с заселением слободы. Тогда и возникла эта улица. Каменная церковь в стиле барокко построена позже — в 1765 году.  Покровский архиерейский собор является единственным сохранившимся в городе памятником, выстроенным в таком стиле.
В начале XX века между верхней частью Поперечно-покровской улицы и Садовой улицей был построен военный городок, включая Красные казармы, военный лазарет и воинские склады. До 1904 года здесь размещался 213-й Оровайский резервный батальон, в котором служил будущий писатель Александр Грин. Военный городок  просуществовал до 1956 года, когда эта территория была отдана Пензенскому индустриальному институту. В настоящее время в Красных казармах размещается факультет военного обучения ПГУ.  
В 1937 году, как и 1730 улиц и переулков в других городах и сёлах СССР, улица переименована в честь легендарного летчика-испытателя Героя Советского Союза Валерия Павловича Чкалова.  С октября 1944 года до апреля 1947 года на территории Красных казарм была организована школа младших авиационных специалистов (ШМАС). За период работы в Пензе школа выпустила около двух тысяч авиационных специалистов.

## В настоящее время на улице Чкалова располагаются
Учебные заведения: 
- Общежития Пензенского государственного университета
- Институт военного обучения ПГУ
- Факультет экономики и управления ПГУ
- Факультет стоматологии Медицинского института ПГУ

Театры
- Пензенский областной театр кукол «Кукольный дом»

## Галерея

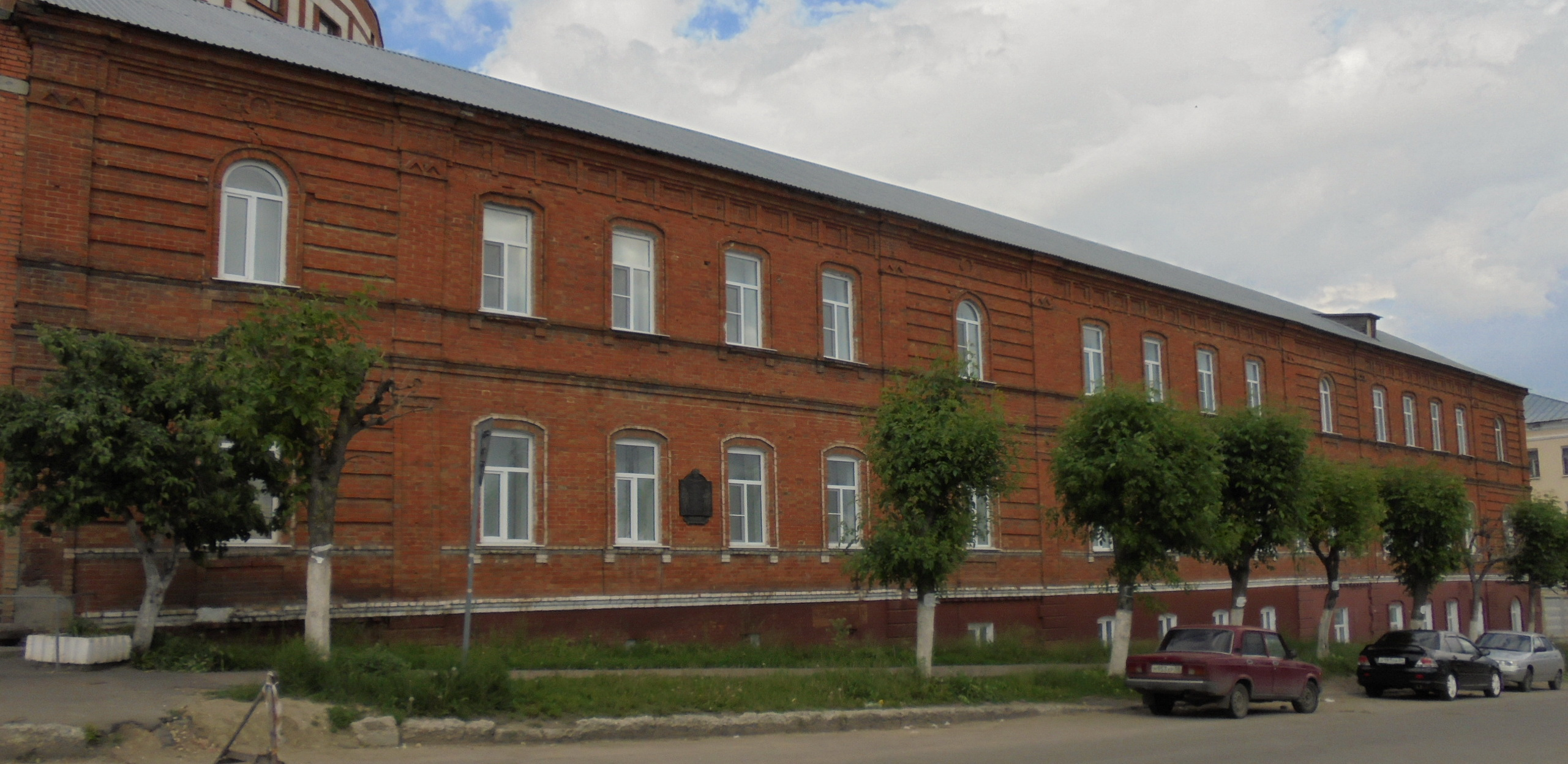
Здание Института военного обучения ПГУ, в котором в 1910—1914 гг. размещались воинские подразделения 45-й пехотной дивизии
Мемориальная доска пензенцам — участникам Первой мировой войны на здании Института военного обучения ПГУ
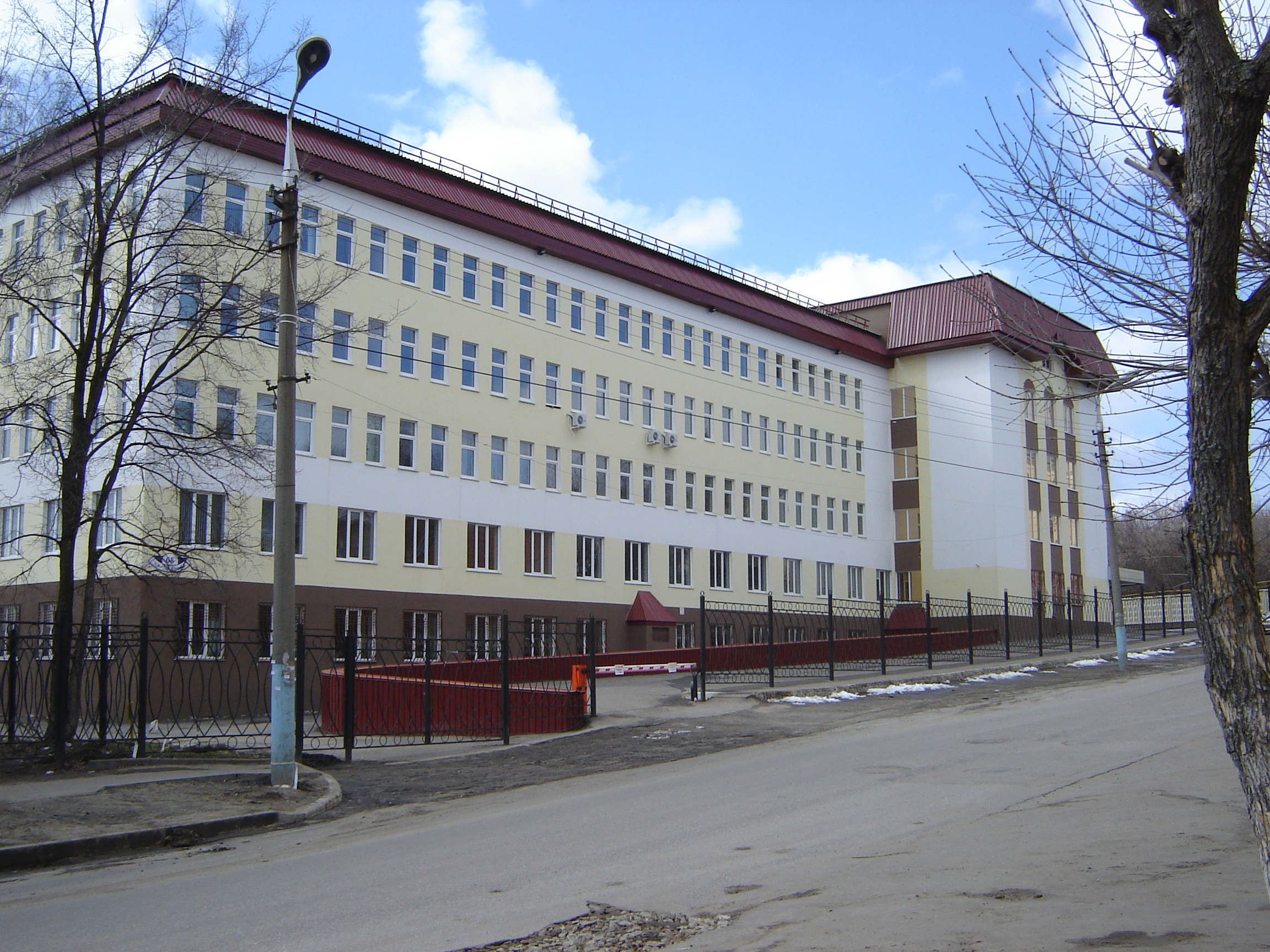
Здание факультета экономики и управления ПГУ
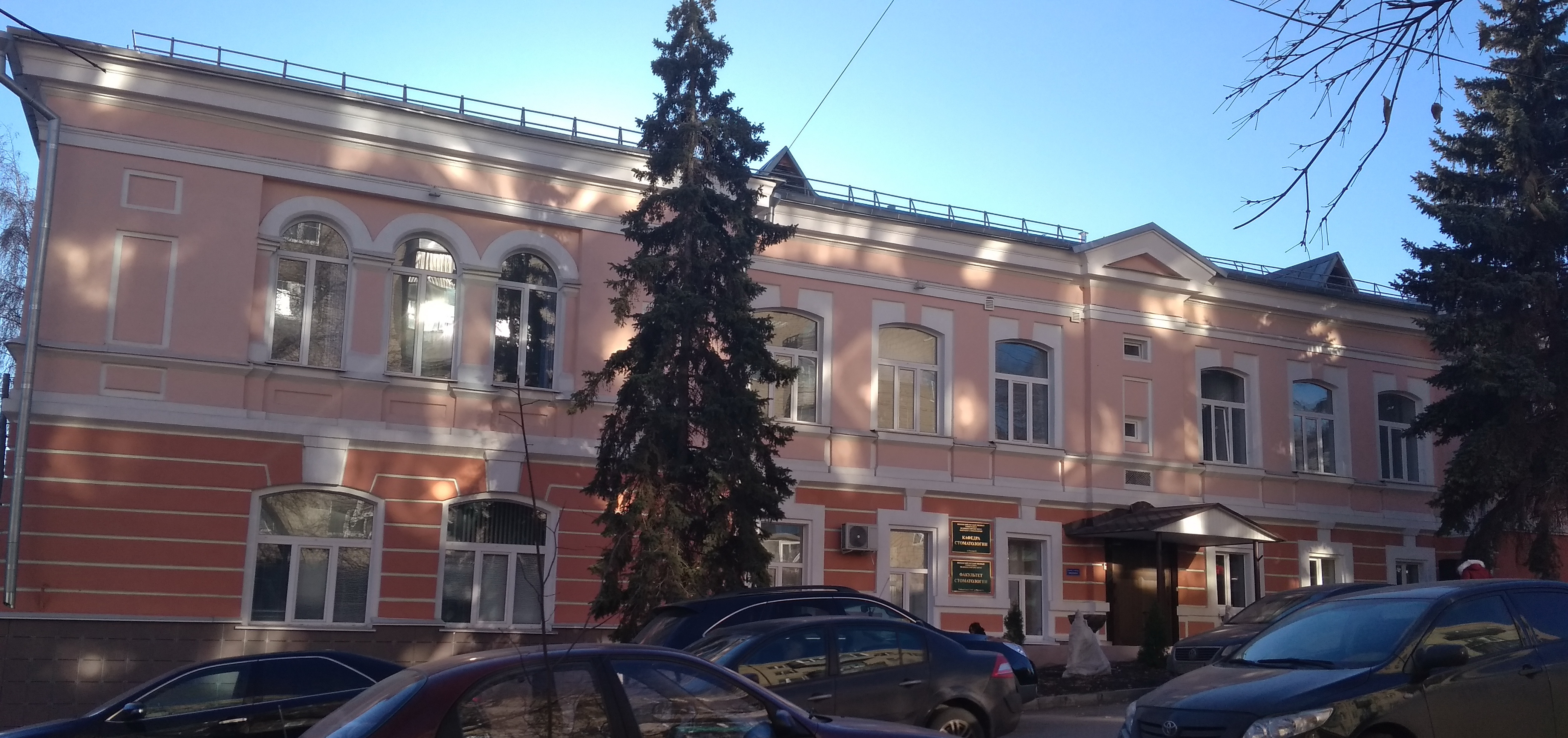
Здание факультета стоматологии Медицинского института ПГУ (бывшее Пензенское духовное училище)
Мемориальная доска В. О. Ключевскому на здании бывшего Пензенского духовного училища
Граффити с портретом Героя СССР Константина Анохина на торце жилого дома
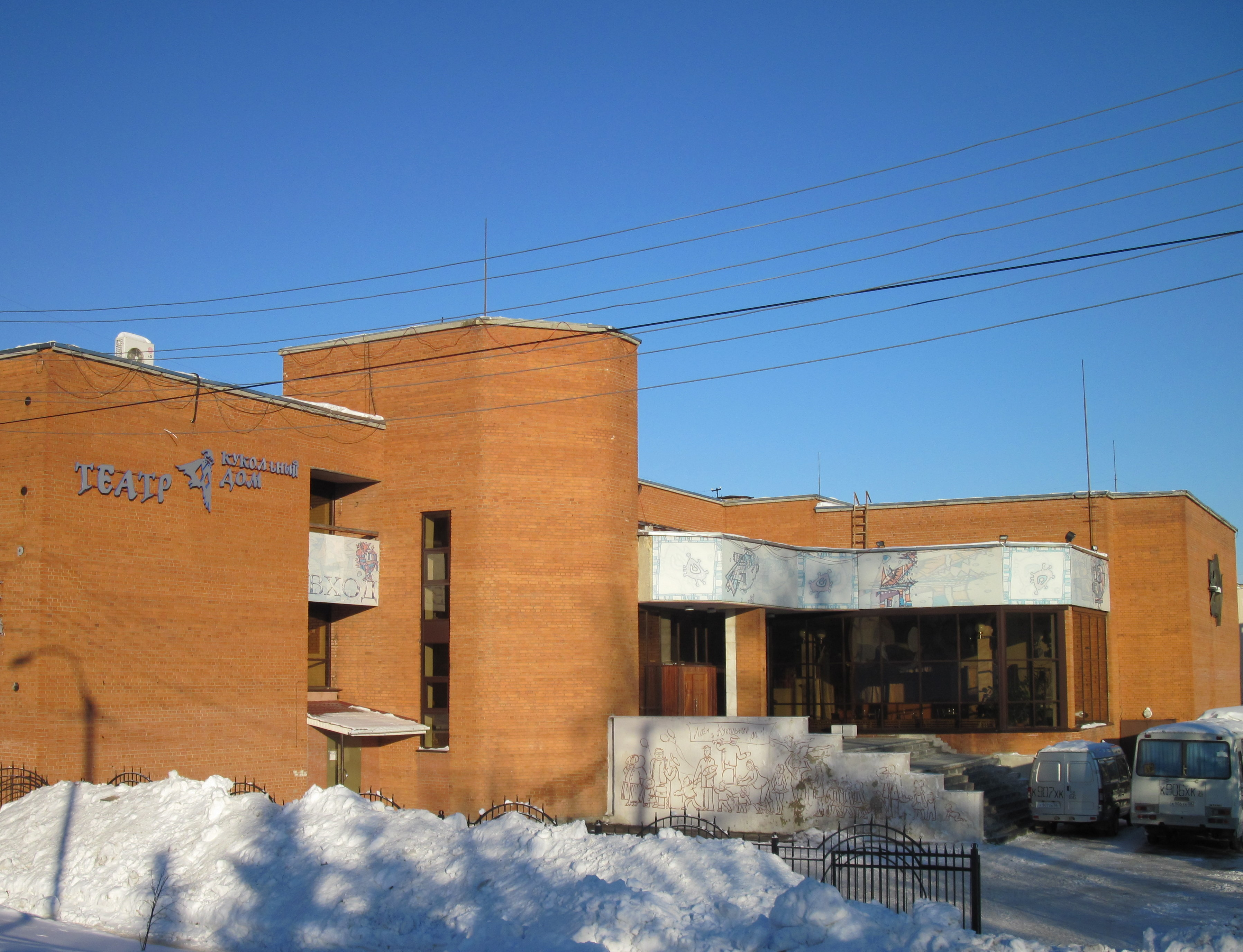
Здание Пензенского областного театра кукол «Кукольный дом»
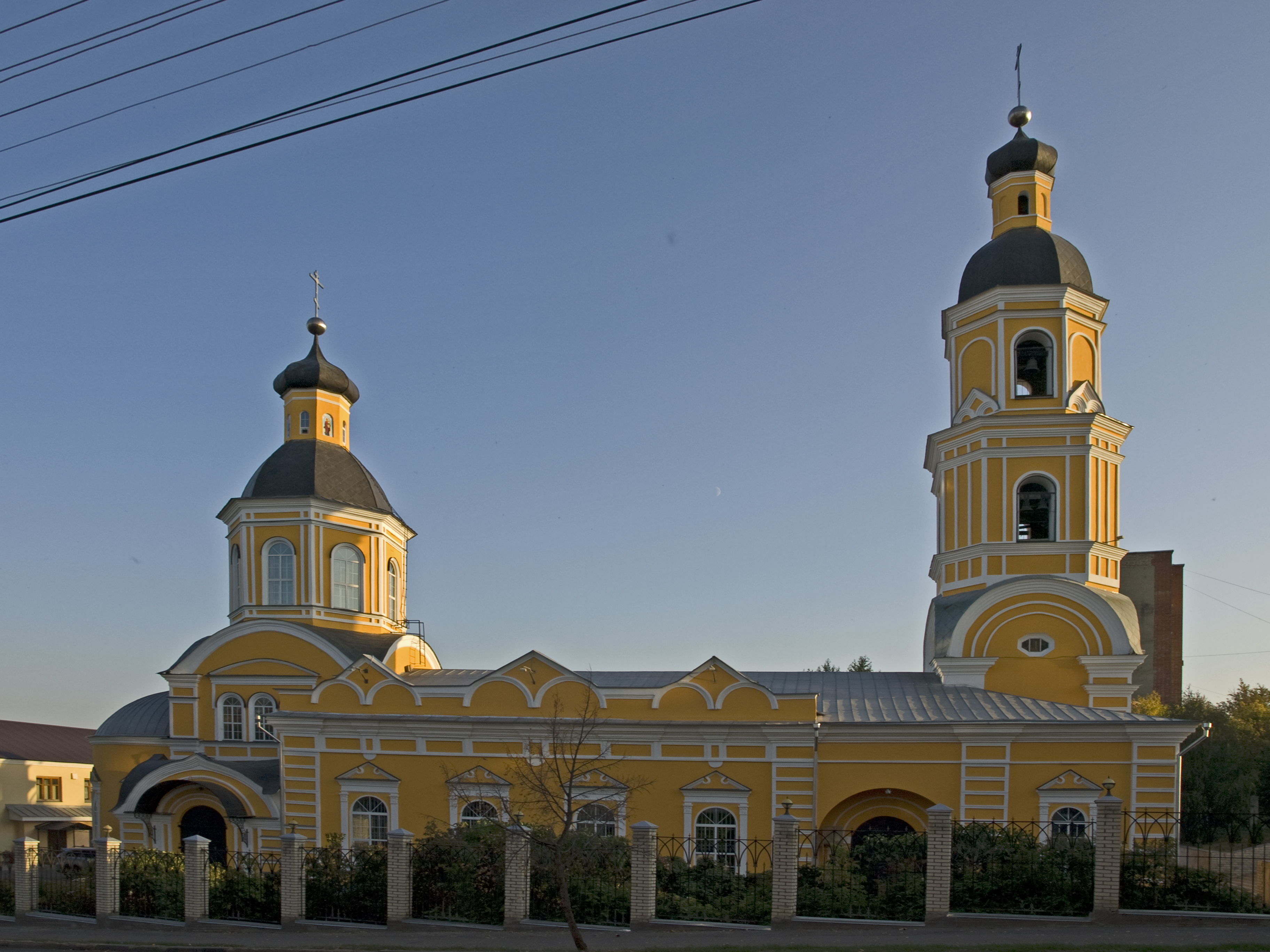
Покровский собор
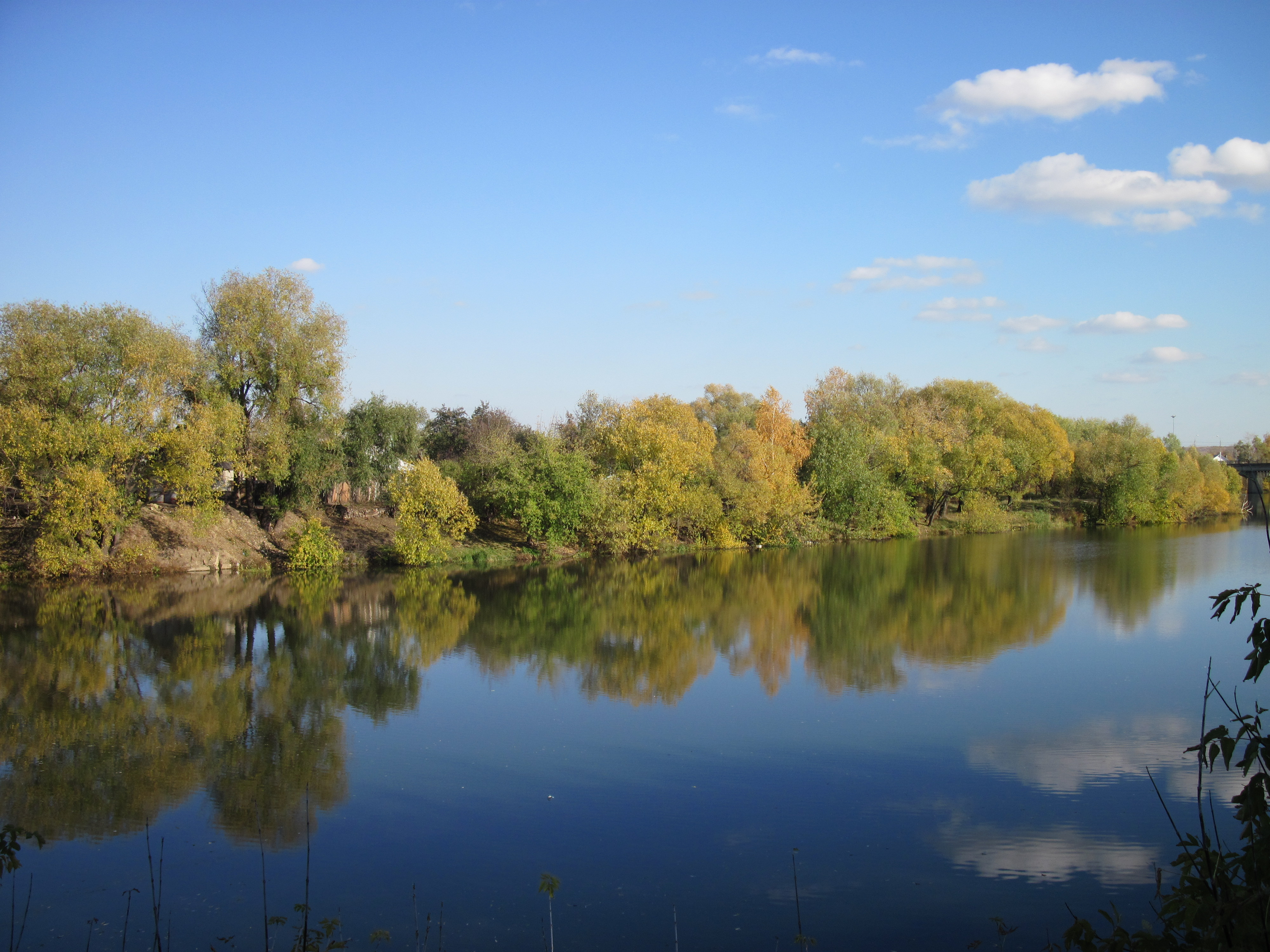
Вид с улицы Чкалова на реку Суру и остров Пески